# Molycria dawson
Molycria dawson är en spindelart som beskrevs av Norman I. Platnick och Baehr 2006. Molycria dawson ingår i släktet Molycria och familjen Prodidomidae.
Artens utbredningsområde är Queensland. Inga underarter finns listade i Catalogue of Life.